# Кучки (Владимирская область)
Кучки — село в Юрьев-Польском районе Владимирской области России, входит в состав Красносельского сельского поселения.

## География
Село расположено в 10 км на юг от райцентра города Юрьев-Польский.

## История
Кучки весьма древнего происхождения. В половине XV столетия село принадлежало великой княгине Софье Витовтовне, супруге великого князя Василия Дмитриевича, которая в духовном завещании, писанном в 1453 году, пожаловала село внуку своему, князю Юрию Васильевичу. В 1462 году завещание Софьи Витовтовны было подтверждено ее сыном великим князем Василием Васильевичем. Князь Юрий Васильевич перед своей смертью, последовавшей в 1472 году, пожаловал село Троице-Сергиевскому монастырю. Царь Иоанн Грозный означенному монастырю на все его вотчины, в том числе и на село Кучки, дал несудимую грамоту; в 1586 году Царь Федор Иоаннович дал монастрырю такую же подтвердительную грамоту. Во владении Троице-Сергиевского монастыря Кучки оставались до упразднения монастырских населенных имений в 1764 году. 
Церковь в селе существовала уже в XV столетии, как видно из вышеуказанных княжеских грамот, в которых Кучки именуются селом; но определенных исторических известий об этой древней церкви не сохранилось. В конце XVII столетия, по благословению Суздальского митрополита Илариона, в селе была построена каменная церковь и освящена в честь Архистратига Божего Михаила. В 1863 году усердием прихожан при церкви построена каменная колокольня, а в 1867 году церковь и колокольня обнесены каменною оградою. В церкви было два престола: в холодной — в честь Архистратига Божего Михаила и в теплом приделе — во имя Святителя и Чудотворца Николая. В 1896 году приход: сео Кучки и деревни: Михальцево, Гаврильцево, Матвеево и Терентьево. Дворов в приходе 173, душ мужского пола 535, а женского пола 648 душ. С 1886 года в селе существовала церковно-приходская школа 
В годы Советской власти Михаило-Архангельская церковь была полностью разрушена.
В конце XIX — начале XX века село входило в состав Ильинской волости Юрьевского уезда.
С 1929 года село входило в состав Калманского сельсовета Юрьев-Польского района, с 1959 года — являлось центром Кучковского сельсовета, с 2005 года — в составе Красносельского сельского поселения.
До 2004 года в селе действовала Кучковская Начальная Общеобразовательная Школа.

## Население
| 1859 | 1897 | 1905 | 2002 | 2010 | 2021 |
| ---- | ---- | ---- | ---- | ---- | ---- |
| 498  | ↗618 | ↗717 | ↘125 | ↘109 | ↘85  |

## Современное состояние
В селе расположены клуб, отделение связи